# زانه البیضا
زانه البیضا (به عربی: زانة البیضاء) یک شهرداری در الجزایر است که در استان باتنه واقع شده‌است.